# HD 74067
HD 74067，又名CD-39 4653，SAO 220252、HR 3439，是一颗恒星，视星等为5.2，位于銀經260.19，銀緯0.91，其B1900.0坐标为赤經8h 36m 38.9s，赤緯-39° 0.91′ 32″。